# 普拉姆帕迪
普拉姆帕迪（Pullampadi），是印度泰米尔纳德邦Tiruchirappalli县的一个城镇。总人口9985（2001年）。

## 人口
该地2001年总人口9985人，其中男性4850人，女性5135人；0—6岁人口1026人，其中男538人，女488人；识字率72.41%，其中男性为79.88%，女性为65.36%。